# Порохняк-Гановська Людмила Андріївна
Людмила Андріївна Порохняк-Гановська (нар. 5 травня 1947 року, м. Вінниця) — українська громадська діячка (права жінок, російсько-українська війна), науковиця. Голова Національної Ради жінок України.

## Життєпис
Народилася 5 травня 1947 року у м. Вінниця, дитинство та молоді роки провела в м. Тернополі. Закінчила Тернопільський медичний інститут за фахом «Лікувальна справа» в 1970 році. Асистентка кафедри фармакології Тернопільського медичного інституту (1973—1982), асистентка кафедри медичної підготовки Тернопільського фінансово-економічного інституту (1971—1973).
Після трагічної загибелі чоловіка разом з дітьми виїхала до Харкова, де 10 років працювала в фармацевтичній академії. Завідувачка кафедри фізіології Харківського фармацевтичного інституту (1988—1991).
З 1992 року проживає в Києві. Завідувачка лабораторії радіопротекторних засобів Наукового Центру радіаційної медицини (1992—2002).
Авторка близько 200 наукових статей, 52 авторських свідоцтв та патентів.

## Кар'єра
Голова Національної Ради жінок України (квітень 2014 року), докторка медичних наук (березень 1989 року), професорка (січень 1991 року), керівниця центру «Адаптація» Міжнародної організації «Жіноча Громада» (травень 1997 року).
Впродовж 15 років співпрацює з громадськими організаціями медичних сестер України, вбачаючи у 500 тисячах українських медичних сестер ресурс, спроможний впровадити здоровий спосіб життя для оздоровлення нації та забезпечити якісне реформування медичної галузі. Ініціаторка створення медсестринського відділу при Головному управлінні охорони здоров'я Києва. На жаль, створити медсестринський відділ при Міністерстві охорони здоров'я України досі не вдається через опір чиновників, які не бажають розглядати медичних сестер як фахівчинь окремої професії, що здатні реально покращити рівень медичного догляду та поліпшити здоров'я населення України.
З вересня 2012 року обрана експерткою з питань здоров'я Міжнародної ради жінок України.
Засновниця та наукова редакторка Всеукраїнського медичного журналу «Доктор» (1997—2001), «Нова медицина» (2002—2005), «Медична сестра» (2006—2010) та газети «Сімейний лікар+» (2003—2010). На 3 каналі Національного радіо Україні вела щотижневу авторську передачу у прямому ефірі «Сімейний лікар+» з 2004 по 2010 рік.
Керівниця проєкту ООН «Суспільство проти СНІДу» в 1997—1998 роках, який був визнаний одним з найкращих проєктів року по ООН. В 1999 році за активну громадську діяльність нагороджена орденом Княгині Ольги 3 ступеня. Одна з ініціаторок та засновниць руху «Зупинимо туберкульоз разом».
Починаючи з 1990 року розробляла радіопротекторні засоби та харчові добавки, співпрацює з організацією «Лікарі Чорнобиля»: бере участь у підготовці міжнародних конференцій та форумів, доповідає на міжнародних форумах в Європі, Азії та Америці.
Брала участь в 2005 році у відзначенні річниці випробування ядерної зброї в районі острова Бікіні (Маршалові острови) — була першою громадянкою України, що відвідала Маршали[уточнити]. Була ініціаторкою проведення паралельного міжнародного форуму при відзначенні 20-річниці Чорнобильської катастрофи в 2006 році.

## Громадська діяльність
Як Голова Національної Ради жінок України неодноразово виступала на міжнародних форумах, узгоджувала з керівниками жіночих організацій та надсилала до європейських та всесвітніх жіночих організацій листи стосовно агресії Росії. Як результат оприлюднення Людмилою Порохняк-Гановською на Асамблеї Європейського центру Міжнародної Ради жінок на Мальті 3 травня 2014 року звернення Національної ради жінок України була прийнята резолюція: «Залучення жінок до процесу мирного вирішення конфлікту в Україні». В ній зазначено, що Європейський центр Міжнародної Ради жінок стурбований нинішньою ситуацією в Україні. Всі етапи кризи зачіпають невинних людей, в основному жінок і дітей. Тому Європейський центр Міжнародної Ради жінок звертається до всіх учасників конфлікту з вимогою реалізації резолюції ООН 1325 і 2122 та залучення жіночих організацій до процесу мирного вирішення конфлікту.
Широке спілкування через різні засоби інформації з донесенням до жінок різних країн та континентів думок та прагнень Національної ради жінок України забезпечили підтримку жіночими організаціями світу боротьби за звільнення української льотчиці Надії Савченко з російської тюрми та визнання ДНР та ЛНР терористичними організаціями після збиття малайзійського літака та загибелі мирних жителів різних країн.
Кредо: тільки своєчасна та правдива інформація сприяє розвитку відкритого громадянського суспільства.